# Sorek Dua
Sorek Dua is een bestuurslaag in het regentschap Pelalawan van de provincie Riau, Indonesië. Sorek Dua telt 2159 inwoners (volkstelling 2010).